# Cerkiew Opieki Matki Bożej w Bończy

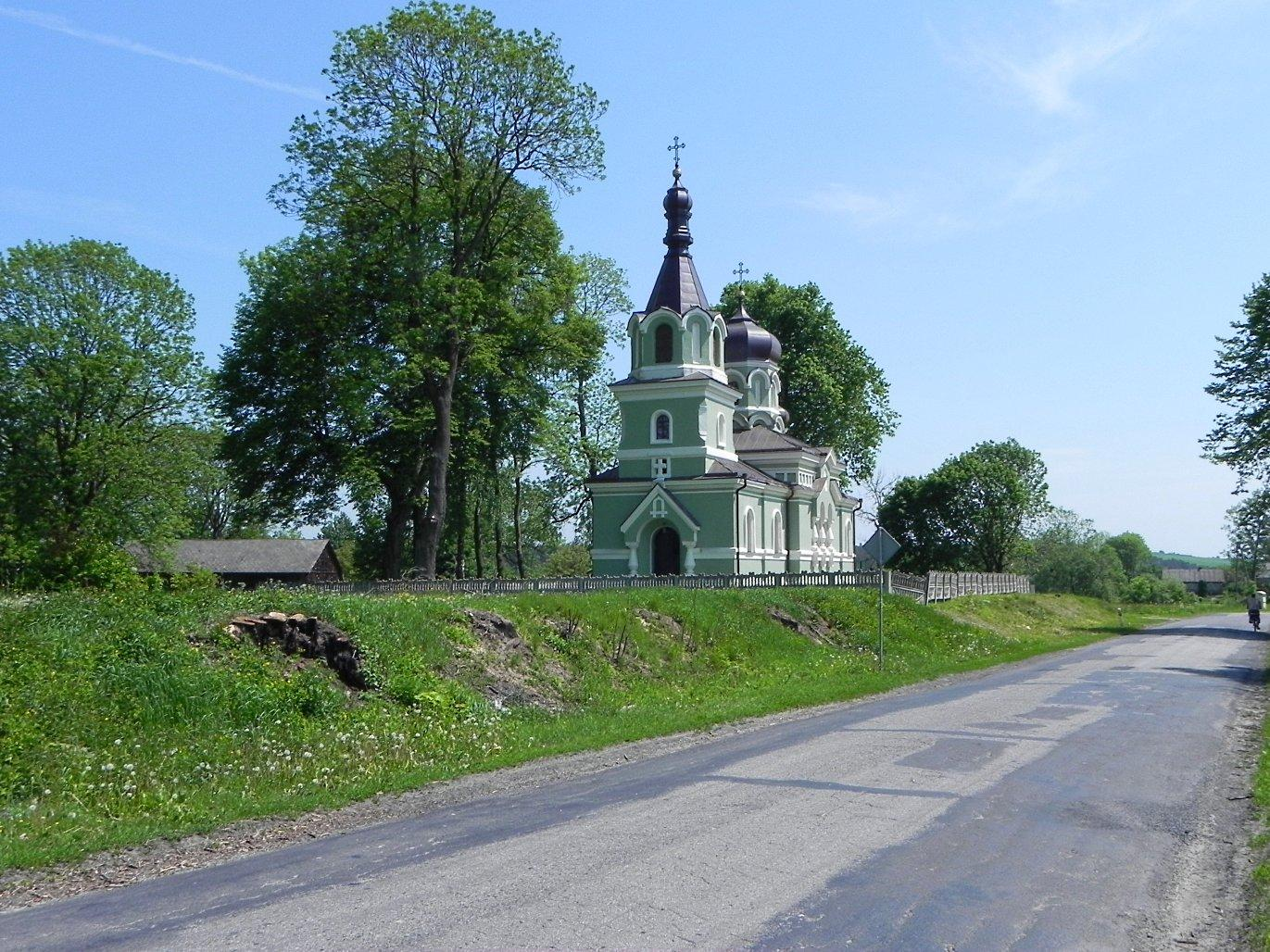
Widok ogólny cerkwi

Cerkiew pod wezwaniem Opieki Matki Bożej – prawosławna cerkiew parafialna w Bończy. Należy do dekanatu Zamość diecezji lubelsko-chełmskiej Polskiego Autokefalicznego Kościoła Prawosławnego.
Świątynia położona jest poza zabudową wsi, na wzniesieniu przy trasie Krasnystaw – Uchanie – Hrubieszów.
Pierwsze informacje o parafialnej cerkwi prawosławnej w Bończy pochodzą z 1489. W XVII w. placówka duszpasterska przyjęła unię. Nowa cerkiew tego wyznania została wzniesiona w Bończy w 1724. W 1875, na skutek likwidacji unickiej diecezji chełmskiej, obiekt stał się własnością Rosyjskiego Kościoła Prawosławnego. Sześć lat później w Bończy wzniesiona została nowa świątynia, utrzymana w stylu moskiewsko-jarosławskim – odmianie obowiązującego w budownictwie sakralnym stylu rosyjsko-bizantyńskiego. Cerkiew pozostawała czynna do 1915, gdy miejscowa ludność prawosławna została ewakuowana w głąb Rosji. Ponownie stała się siedzibą parafii w 1922 lub 1923. Świątynia została po raz drugi zamknięta po II wojnie światowej – wskutek wywózek ludności ukraińskiej wyznania prawosławnego działalność parafii zamarła. Urząd ds. Wyznań wyraził zgodę na ponowne otwarcie obiektu dla celów kultowych w 1956, jednak niewielka liczba wiernych w miejscowości sprawiła, że nabożeństwa w cerkwi nie były odprawiane regularnie. Sytuacja ta uległa zmianie dopiero w 2007. Na przełomie XX i XXI w. obiekt przeszedł generalny remont.

## Historia

### Pierwsze cerkwie w Bończy
Najstarsze wzmianki pisemne o istnieniu cerkwi prawosławnej w Bończy pochodzą z 1489. Informacje o drewnianej świątyni, fundacji królewskiej, zawarte są także w dokumentach z 1506 i 1531. W 1596 do Kościoła unickiego przystąpił Dionizy Zbirujski, ostatni prawosławny biskup chełmski w jurysdykcji Patriarchatu Konstantynopolitańskiego. Decyzja ta została rozciągnięta na całą administraturę, chociaż nie wszystkie placówki duszpasterskie się z nią pogodziły. Losy parafii w Bończy w okresie, gdy na ziemi chełmskiej trwała rywalizacja prawosławnych i unitów, nie są dobrze znane. Wiadomo, iż cerkiew w Bończy, podobnie jak świątynia w pobliskim Krupem, zachowała wyznanie prawosławne w pierwszych dekadach po podpisaniu unii, przez co stała się obiektem ataków ze strony rzymskokatolickiego duchowieństwa z Lublina. Według niektórych źródeł bończańska placówka duszpasterska po 1636 całkowicie przestała działać; we wsi pozostała jedynie parafia łacińska. Pelica uznaje tę wersję za mało prawdopodobną, nie precyzuje jednak losów cerkwi w Bończy między XVI a XVIII w..
W 1724 miejscowy dziedzic, Suchodolski, zbudowaną w Bończy nową cerkiew drewnianą. Była to świątynia unicka. W 1872 liczbę wiernych korzystających ze świątyni szacowano na 600 osób. Trzy lata później, wskutek likwidacji unickiej diecezji chełmskiej, obiekt znalazł się w rękach Rosyjskiego Kościoła Prawosławnego.

### Budowa i funkcjonowanie nowej cerkwi
W latach 1878–1881 w Bończy została wzniesiona nowa, murowana cerkiew. Inwestycję tę sfinansował skarb państwa, z funduszy przeznaczonych na wznoszenie nowych obiektów sakralnych. W 1898 korzystało z niej 1048 wiernych, była to świątynia parafialna. W 1912 budynek został wyremontowany. Trzy lata później świątynia została porzucona, gdyż cała miejscowa ludność prawosławna udała się na bieżeństwo. Bończę opuścił także proboszcz parafii razem z rodziną.
W pierwszych latach po I wojnie światowej i odzyskaniu niepodległości przez Polskę świątynia nadal pozostawała zamknięta – nie figuruje ani w wykazie prawosławnych cerkwi przeznaczonych do otwarcia przez Ministerstwo Wyznań Religijnych i Oświecenia Publicznego z 1919, ani na liście trzydziestu faktycznie otwartych obiektów z 1921. Nie została jednak również nigdy zrewindykowana na rzecz Kościoła katolickiego, w odróżnieniu od ponad 20 analogicznych obiektów w najbliższych miejscowościach. W 1923 była już jednak ponownie siedzibą parafii, jednej z piętnastu prawosławnych placówek duszpasterskich w dekanacie chełmskim diecezji warszawsko-chełmskiej. Jej filią była cerkiew w Krupem. Świątynie w Krupem i Bończy były jedynymi czynnymi cerkwiami prawosławnymi w powiecie krasnostawskim. Otwarcie etatowej parafii w Bończy było możliwe dzięki staraniom dziekana chełmskiego ks. Olimpiusza Denisiewicza, a także księży Włodzimierza Matwiejczuka i ks. ppłk Józefa Dyńko-Nikolskiego. W 1928 liczbę parafian szacowano na 3179 osób, przy czym dane policyjne wskazywały liczbę niższą – 3090 osób uczęszczających do cerkwi w Bończy i w Krupem. We wrześniu 1932 cerkiew odwiedził w ramach wizyty kanonicznej biskup Sawa (Sowietow).
Cerkiew pozostawała czynna w czasie II wojny światowej, nadal uczęszczało do niej wówczas ponad 450 osób. W 1945 lub 1946 proboszcz parafii i 70% wiernych wyjechało do ZSRR. Pozostała część wiernych została wysiedlona z Bończy w ramach Akcji „Wisła”. Po wywózkach ludności ukraińskiej cerkiew została zamknięta. Mimo porzucenia obiekt nie został zdewastowany, jego wyposażenie przetrwało. Starania o jej otwarcie podjął w 1954 ks. Aleksy Baranow, który w czasie wizyty w miejscowości przekonał się, że nadal pozostawało w niej ok. 700 osób wyznania prawosławnego. Inicjatywę tę poparł metropolita warszawski i całej Polski Makary, który uzyskał zgodę na reaktywację parafii, mimo początkowej niechęci Urzędu ds. Wyznań, w pierwszej połowie 1956 r. Regularne nabożeństwa w cerkwi były jednak odprawiane dopiero od 1958; następnie w latach 1974–1989 w świątyni odbywały się jedynie okazjonalne uroczystości religijne odprawiane przez kapłanów z parafii św. Jana Teologa w Chełmie. Według innego źródła cerkiew posiadała stałego administratora w latach 1956–1989 i dopiero później z powodu małej liczby wiernych zaczęła być obsługiwana przez duchowieństwo z Lublina, Chełma lub Hrubieszowa, zaś stały proboszcz wrócił do Bończy w 2007. W 1965 doszło do próby podpalenia obiektu. Według różnych badań między rokiem 1968–1970 w Bończy przebywało od 136 do 292 prawosławnych, jednak de facto większość z nich uczęszczała do miejscowego kościoła św. Stanisława. Sukcesywny spadek liczby uczęszczających do cerkwi był wynikiem migracji do Lublina, Chełma i Krasnegostawu, jak również nacisków ze strony katolickiej większości mieszkańców.
Dzięki staraniom arcybiskupa lubelskiego i chełmskiego Abla cerkiew przeszła kapitalny remont w ostatniej dekadzie XX w.. Dalsze prace konserwatorskie trwały do 2007. W jego ramach odnowiono przechowywane w cerkwi ikony.

## Architektura

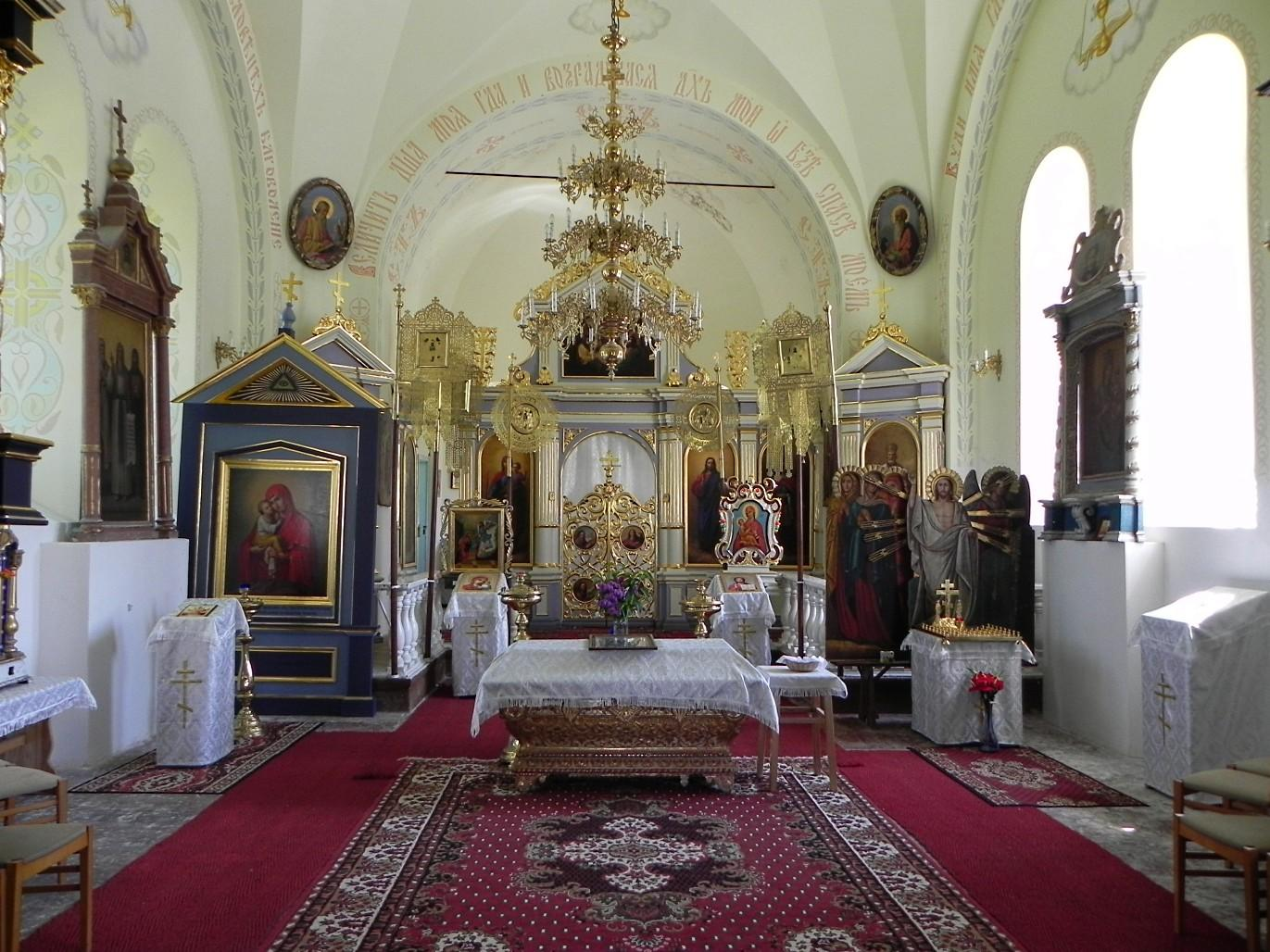
Wnętrze cerkwi

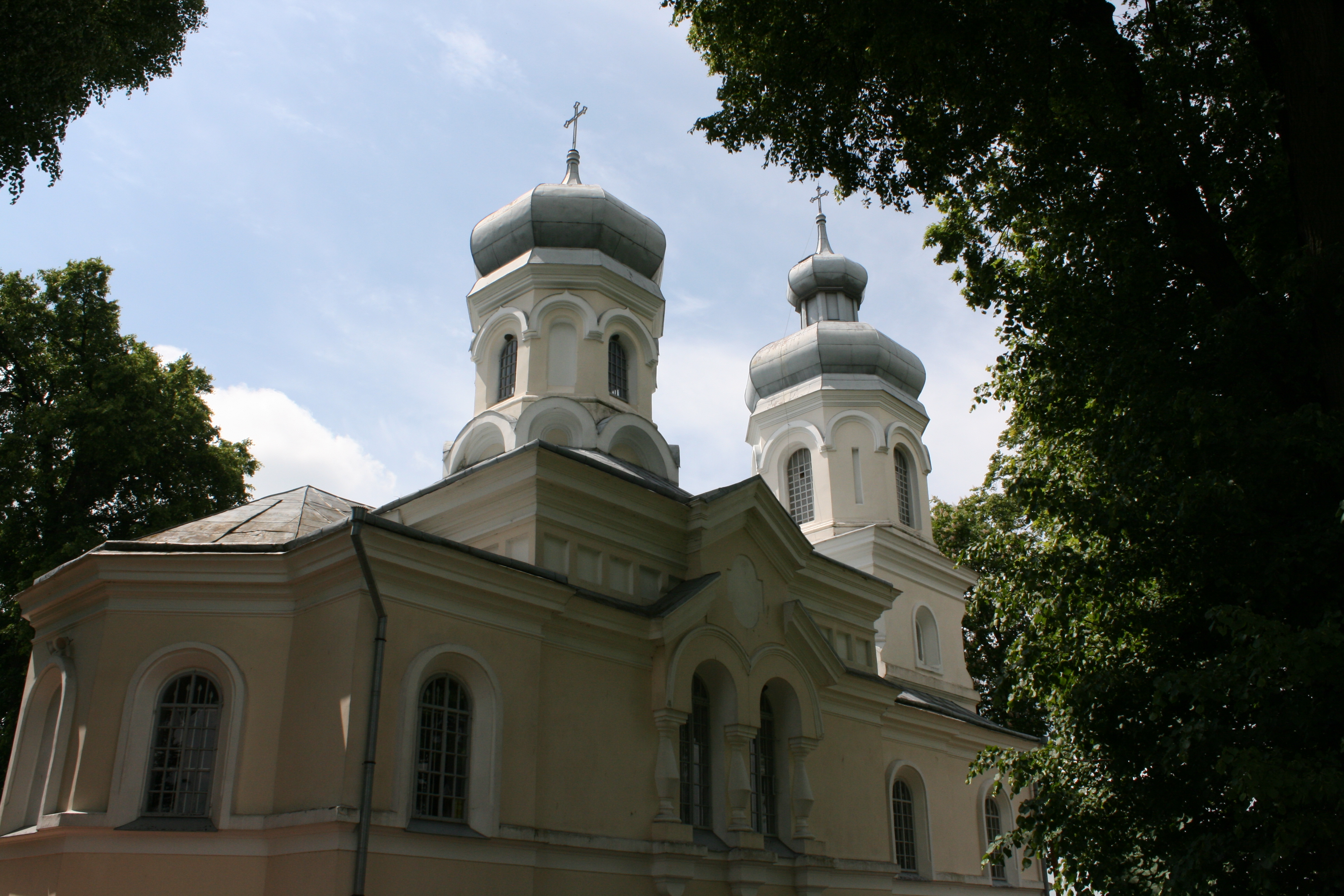
Kościół św. Stanisława Biskupa w Teratynie, wzniesiony jako prawosławna cerkiew, powstał według tego samego projektu, co świątynia w Bończy

Cerkiew reprezentuje styl bizantyjsko-rosyjski, w szczególności naśladuje XVII–XVIII-wieczną moskiewską architekturę sakralną (styl moskiewsko-jarosławski). Jest to obiekt trójdzielny, z dzwonnicą zwieńczoną dachem namiotowym i małą cebulastą kopułką nad przedsionkiem, pojedynczą kwadratową nawą zwieńczoną jedną dużą cebulastą kopułą oraz mniejszym trzyczęściowym pomieszczeniem ołtarzowym, nad którym wznosi się mniejsza kopuła. W celu wzmocnienia skojarzeń z siedemnastowieczną moskiewską architekturą sakralną nad oknami w bębnie głównej kopuły i dzwonnicy umieszczono białe łuki o kształcie kokoszników, zaś archiwolty drzwi i okiem wsparto na białych kolumienkach. Pomieszczenie ołtarzowe cerkwi zamknięte jest poligonalnie.
Cerkiew w Bończy nie jest pod względem architektonicznym oryginalna. Identyczny projekt wykorzystano przy budowie cerkwi w Gnojnie, Babicach, Teratynie, Kalinówce i Horyszowie Ruskim. Wszystkie wymienione świątynie zostały oddane do użytku między rokiem 1881 a 1883, przy czym cerkiew w Bończy była jednym z pierwszych obiektów tego typu. Wznoszenie w różnych miejscowościach identycznych cerkwi było rozpowszechnioną praktyką w budownictwie sakralnym ostatnich dekad istnienia Imperium Rosyjskiego. Z kolei dekoracyjny detal, nawiązujący do sztuki moskiewskiej, w bardziej rozbudowanej wersji został powtórzony w cerkwi Zaśnięcia Matki Bożej w Hrubieszowie. Wszystkie wymienione cerkwie tworzyły pierwszą grupę świątyń prawosławnych wzniesionych na terenie Królestwa Polskiego w stylu moskiewsko-jarosławskim, nie zaś według wzorców opracowanych przez Konstantina Thona. 
We wnętrzu świątyni znajduje się wyposażenie z XVII–XVIII w., w tym ikony z tego okresu. Ikonostas w cerkwi jest jednorzędowy.
Cerkiew wpisano do rejestru zabytków 2 grudnia 2004 pod nr A/281.